# Крчевина (Джурдженоваць)
Крчевина (хорв. Krčevina) — населений пункт у Хорватії, в Осієцько-Баранській жупанії у складі громади Джурдженоваць.

## Населення
Населення за даними перепису 2011 року становило 115 осіб.
Динаміка чисельності населення поселення: